# Чужий беріг
«Чужий беріг» (рос. Чужой берег) — радянський німий чорно-білий художній фільм 1930 року, один з перших фільмів Марка Донського. Прем'єра відбулася 26 вересня 1930 року. Фільм не зберігся.

## Сюжет
Матрос Сима Миронов легковажно ставиться до вимог статуту корабельної служби. Після того, як під час стоянки його корабля в закордонному порту з ним сталося неприємне непорозуміння, команда корабля всерйоз береться за його перевиховання.

## У ролях
- Є. Гаврилова —  Таня
- Федір Брест —  Петрусь
- Яків Гудкін —  Сіма Миронов
- Д. Малолєтнов —  старшина
- Людмила Семенова —  повія Маруся
- Борис Шліхтінг —  Женька Шилов

## Знімальна група
- Режисер: Марк Донськой
- Автор сценарію: Всеволод Введенський
- Оператор: Михайло Гальпер
- Художник: Павло Бетакі